# Elezioni presidenziali in Camerun del 2018
Le elezioni presidenziali in Camerun del 2018 si sono tenute il 7 ottobre.

## Risultati
| Candidati               | Partiti                                                  | Voti      | %     |
| ----------------------- | -------------------------------------------------------- | --------- | ----- |
| Paul Biya               | Raggruppamento Democratico del Popolo Camerunese         | 2 521 934 | 71,28 |
| Maurice Kamto           | Movimento per la Rinascita del Camerun                   | 503 384   | 14,23 |
| Cabral Libii            | Unione Nazionale per l'Integrazione verso la Solidarietà | 221 995   | 6,27  |
| Joshua Osih             | Fronte Social Democratico                                | 118 706   | 3,36  |
| Adamou Ndam Njoya       | Unione Democratica del Camerun                           | 61 220    | 1,73  |
| Garga Haman Adji        | Alleanza per la Democrazia e lo Sviluppo                 | 55 048    | 1,56  |
| Frankline Njifor Afanwi | Movimento Nazionale dei Cittadini del Camerun            | 23 687    | 0,67  |
| Serge Espoir Matomba    | Popolo Unito per il Rinnovamento Sociale                 | 19 704    | 0,56  |
| Akere Muna              | Now!                                                     | 12 262    | 0,35  |
| Totale                  | Totale                                                   | 3 537 940 | 100   |